# Polderbaan

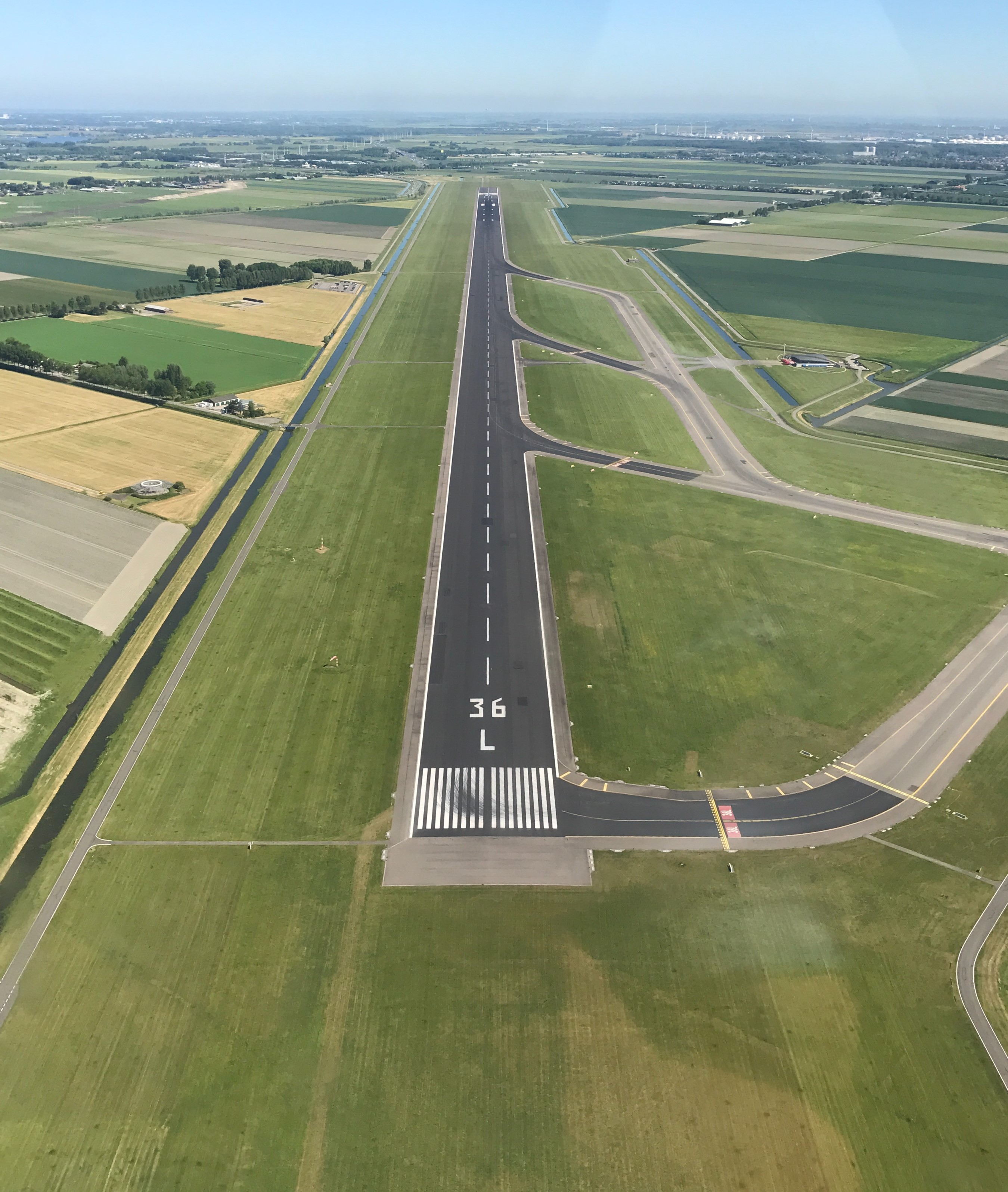
Polderbaan (36L) op Schiphol, gezien naar het noorden

De Polderbaan, met de officiële aanduiding 18R - 36L, is een van de start- en landingsbanen van de luchthaven Schiphol, gelegen in de provincie Noord-Holland. Deze specifieke baan bevindt zich aan de westzijde van de Zwanenburgbaan, een andere belangrijke baan op het vliegveld. De naam “Polderbaan” werd uiteindelijk gekozen na het uitschrijven van een prijsvraag, waarbij het publiek betrokken werd bij het bedenken van een passende benaming voor de nieuwe baan.
Tijdens de ontwerpfase en de voorbereidende gesprekken werd er nog vaak gesproken over “de vijfde baan”, aangezien men toen uitging van de bestaande vier banen van Schiphol. Echter, wanneer men ook de Oostbaan – die minder frequent wordt gebruikt – meerekent in het totaal, blijkt dat de Polderbaan eigenlijk als zesde baan in gebruik werd genomen. Deze nuance maakt duidelijk hoe de telling van start- en landingsbanen afhankelijk kan zijn van de criteria die men hanteert bij het opstellen ervan.

## Algemeen
Met 3800 meter is de Polderbaan de langste startbaan van de luchthaven. De baan is 60 meter breed, dit in tegenstelling tot de overige banen, die 45 meter breed zijn. Met de aanleg werd begonnen onder het ministerschap van Tineke Netelenbos. Op 13 februari 2003 werd de Polderbaan officieel geopend. De Polderbaan werd op 1 november 2003 volledig operationeel. De aanlegkosten bedroegen 320 miljoen euro. Vlak voor de opening werd een radartoren omgebouwd tot tweede verkeerstoren, omdat de Polderbaan vanuit de hoofdverkeerstoren niet goed zichtbaar bleek te zijn. Sinds de aanleg van de baan lopen veel van de wegen ten oosten van Vijfhuizen dood.

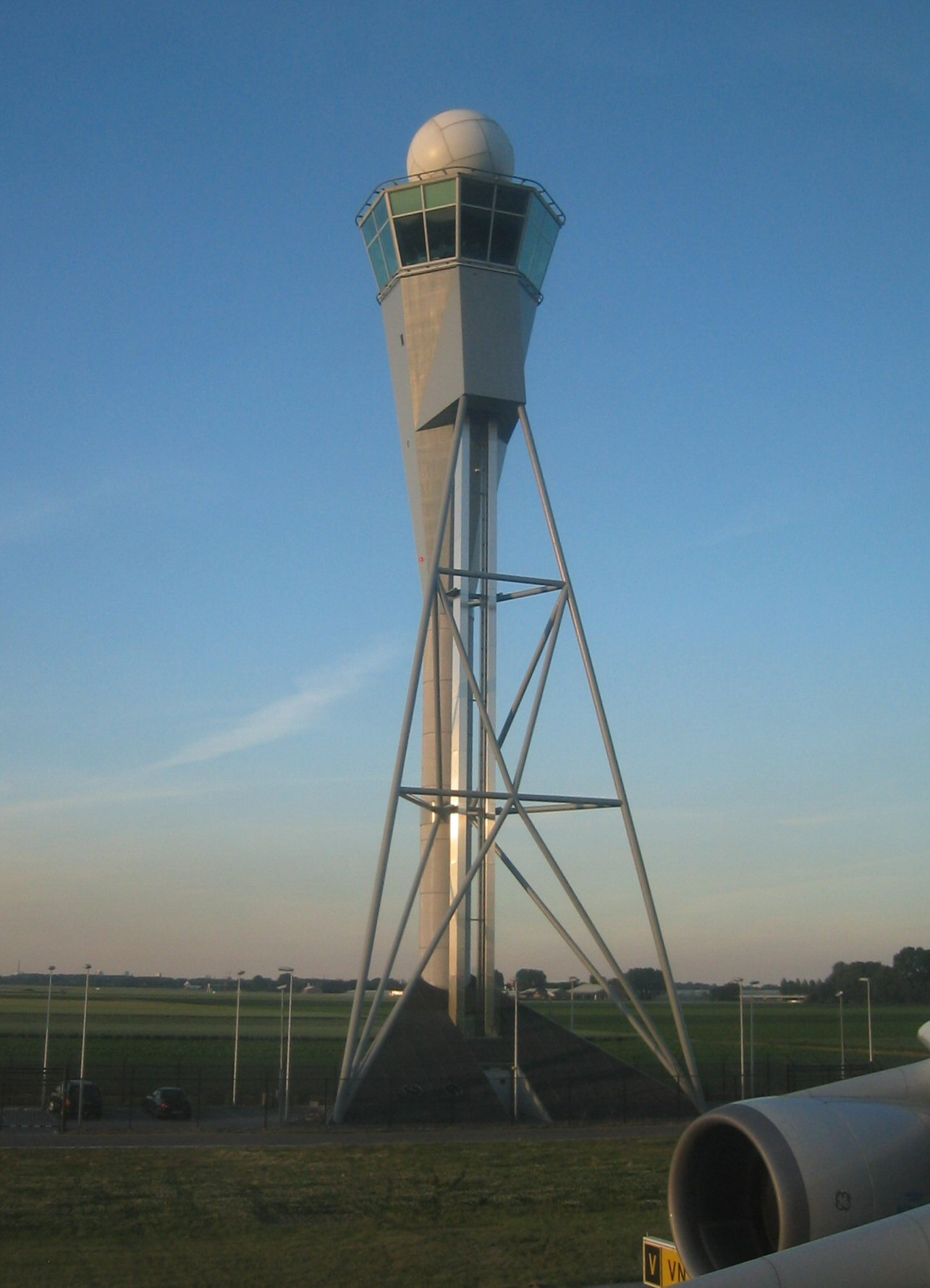
Verkeerstoren Polderbaan

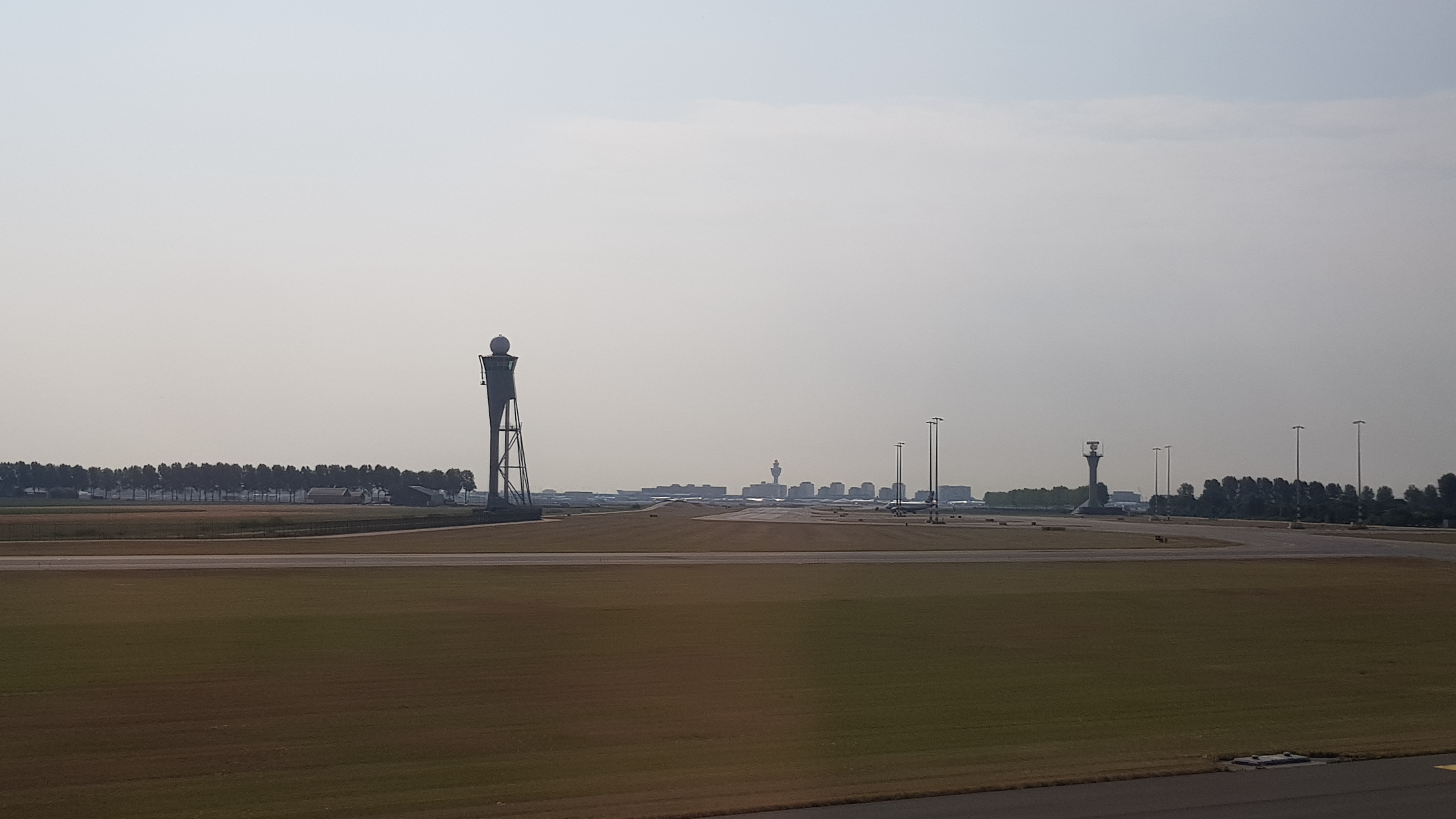
Schiphol gezien vanaf de Polderbaan

Na de opening ontstond kritiek over de lange taxitijden (10 à 15 minuten) van en naar de pieren. Dit werd er niet beter op toen om veiligheidsredenen werd besloten af te zien van het kruisen van de actieve Zwanenburgbaan en alsnog een extra taxibaan (aan de zuidkant om de kop van de Zwanenburgbaan heen) werd aangelegd. Aanvankelijk was deze geschrapt om kosten te besparen.
De Polderbaan wordt alleen gebruikt om te starten in noordelijke richting of te landen vanuit noordelijke richting. Om die reden is er geen taxibaan naar het noordelijke einde van de baan. Gebruik in de andere richting zou te veel geluidsoverlast veroorzaken in Hoofddorp. De baan is een van de twee primaire banen voor nachtvluchten (de andere is de Kaagbaan).
Over de Polderbaan is jaren discussie gevoerd, betreffende milieunormen, geluidsoverlast en regelingen met het rijk. De baan werd door Schiphol gepropageerd als middel tegen geluidsoverlast, omdat hij de Zwanenburgbaan zou ontlasten. In de praktijk werd de geluidshinder voor sommige omwonenden inderdaad minder, maar de baan leverde voor andere reeds gehinderden juist extra overlast hoewel een vermindering was voorspeld, met name in Spaarndam, Assendelft, Heemskerk, Beverwijk, Castricum en Uitgeest, maar ook in Zwanenburg en Halfweg. Schiphol-topman Gerlach Cerfontaine kwam aan de kritiek van de bewoners van Spaarndam tegemoet door te beloven de uitvliegroutes iets te verleggen.
Schiphol bleek een rekenfout te hebben gemaakt waardoor de geluidsnorm voor de Polderbaan veel te ruim was genomen en die voor de Zwanenburgbaan te krap. Per 2 september 2004 werd de uitvliegroute van de Polderbaan iets verlegd om Spaarndam te ontzien en werd de geluidsnorm voor de Zwanenburgbaan aanzienlijk verruimd.
Na oplevering bleken de uitvliegroutes te lang parallel te lopen. Om dit probleem het hoofd te bieden wordt aan startende vliegtuigen vanaf de Zwanenburgbaan naar het noorden (bij gelijktijdig gebruik met de Polderbaan) een zogenoemde aanvullende instructie gegeven, opdat deze zo vroeg mogelijk een bocht in oostelijke richting inzetten.

## Spottersplaats
Ten westen van de Polderbaan (kant Vijfhuizen) bevindt zich een officiële spottersplaats. Vliegtuigspotters kunnen de toestellen zien landen of opstijgen, naargelang deze baan in gebruik is.

## Trivia
- In 1995 plaatste gebiedsontwikkelaar Chipshol een advertentie tegen de Polderbaan in de Volkskrant.[1]
- Op 25 februari 2009 stortte de inkomende Turkish Airlines-vlucht 1951 neer vlak voor de Polderbaan.
- In maart 2014 werd deze baan tijdelijk gebruikt als parkeerplaats voor regeringstoestellen voor de Nuclear Security Summit 2014 in Den Haag en aansluitend, voor het 7-jaarlijks groot onderhoud aan de baan, buiten gebruik gesteld.
- In juni 2025 werd deze baan tijdelijk gebruikt als parkeerplaats voor regeringstoestellen voor de NAVO top 2025 in Den Haag.[2]

Polderbaan · Aalsmeerbaan · Zwanenburgbaan · Buitenveldertbaan · Kaagbaan · Oostbaan